# FSC Star
Fabryka Samochodów Ciężarowych «Star» — польский производитель грузовых автомобилей, расположенный в Стараховице. Был основан в 1948 году, остановлен в 2006 году, ликвидирован 9 января 2009 года.

## История
Завод был основан в 1948 году, в межвоенный период. Первый автомобиль завода — Star 20. Самая популярная модель — Star 266.
В 1991 году завод преобразован в акционерное общество под названием «Zakłady Starachowickie Star S.A». Подразделения — Star Trucks Sp. z o.o. и Inwest Star S.A. С конца 1999 года завод FSC Star сотрудничал с немецким MAN.
1 августа 2003 года подразделения Star Trucks Sp. z o.o. и Inwest Star S.A. слились, в связи с чем отдельное подразделение в Познани получило название MAN Star Trucks & Busses Sp. z o.o. В 2004 году завод FSC Star получил сертификат о соответствии стандарту ISO 9001-2000.
Начиная с 2006 года, производство автомобилей на заводе FSC Star было заморожено, однако сам завод был упразднён в 2009 году, 9 января.

## Продукция концерна FSC Star
- Star N50 (опытный образец)
- Star N51 (опытный образец)
- Star N52 (1952—1957)
- Star 20 (1948—1957)
- Star 21 (1957—1960)
- Star 25 (1960—1971)
- Star 27 (1962—1971)
- Star 28 (1968—1989)
- Star 29 (1968—1983)
- Star 66 (1958—1965)
- Star 200 (1975—1994)
- Star 244 (1975—2000)
- Star 266 (1973—2000)
- Star 266M (2001—2006)
- Star 660 (1965—1983)
- Star 742 (1990—2000)
- Star 744 (1992—2000)
- Star 944 (2000—2006)
- Star 1144 (опытный образец)
- Star 1266 (опытный образец)
- Star 1344 (опытный образец)
- Star 1366 (опытный образец)
- Star 1142 (1986—2000)
- Star 1466 (2001—2006)
- Star 8.125 (1998—2000)
- Star 12.155 (1998—2000)
- Star S2000 (2000—2004)

## Галерея

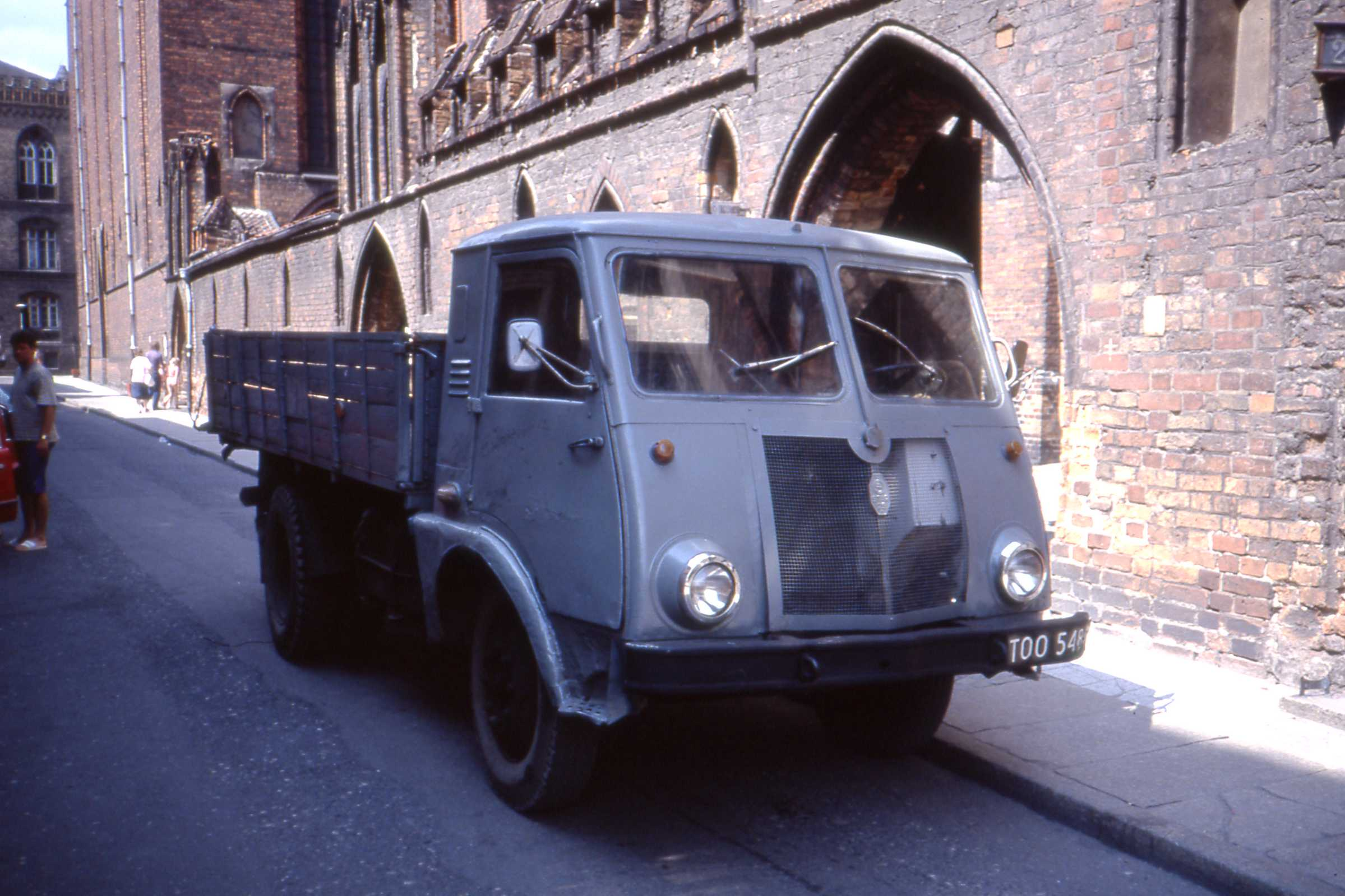
Star 25
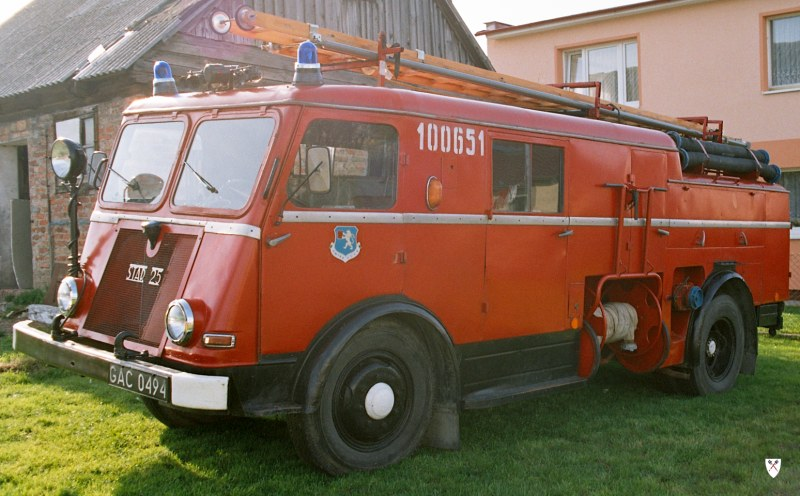
Пожарный автомобиль
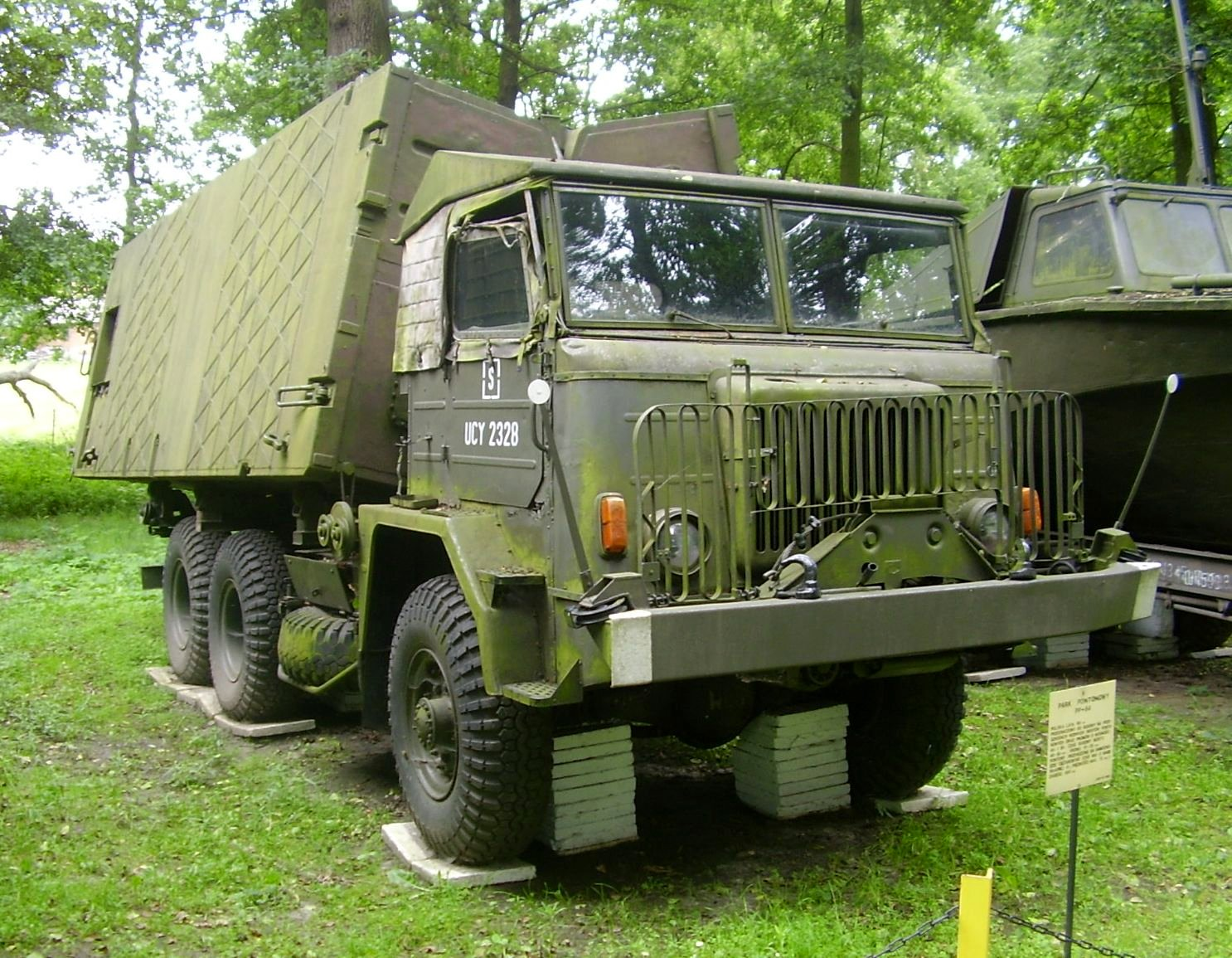
Star 660
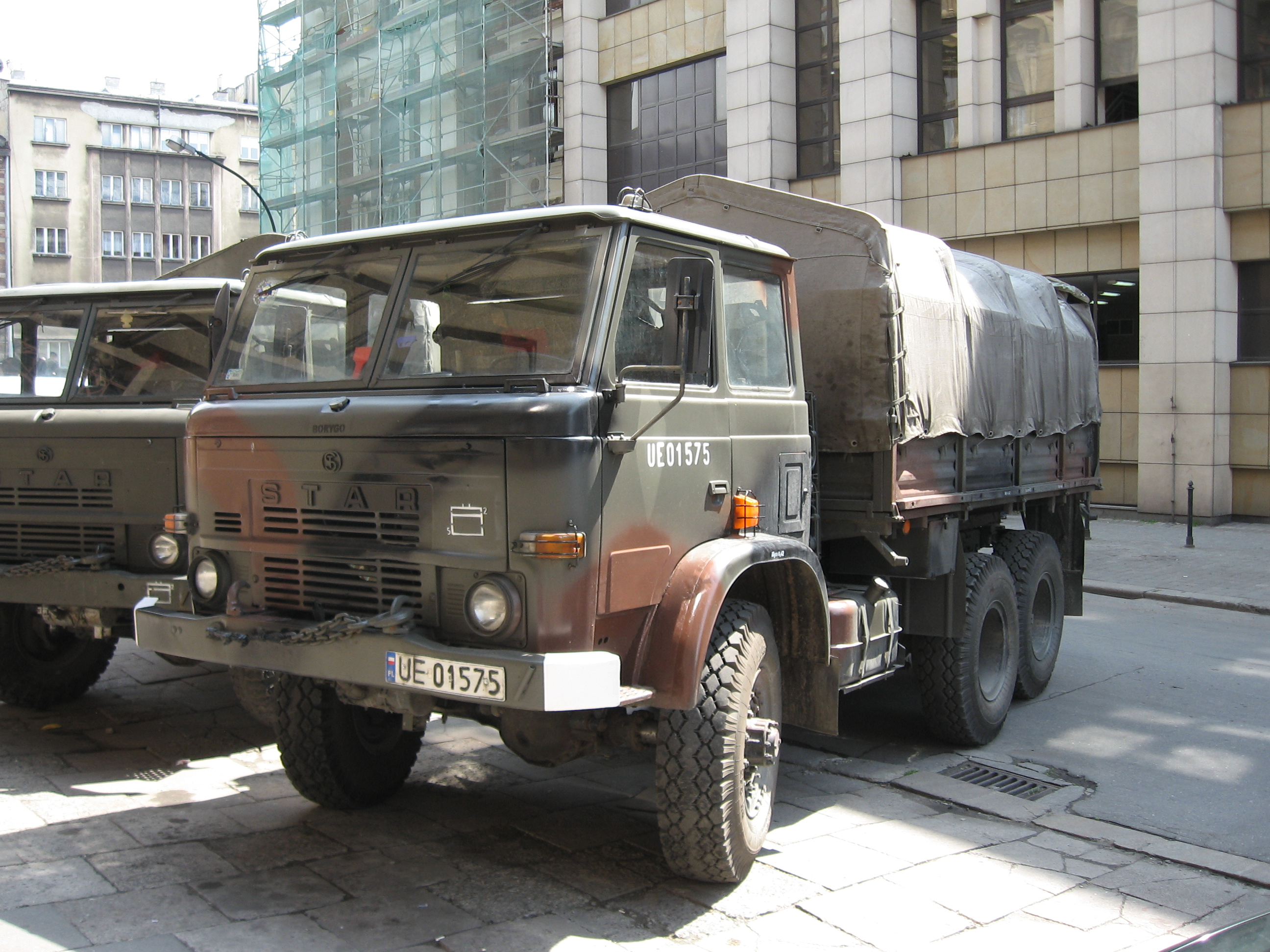
Star 266
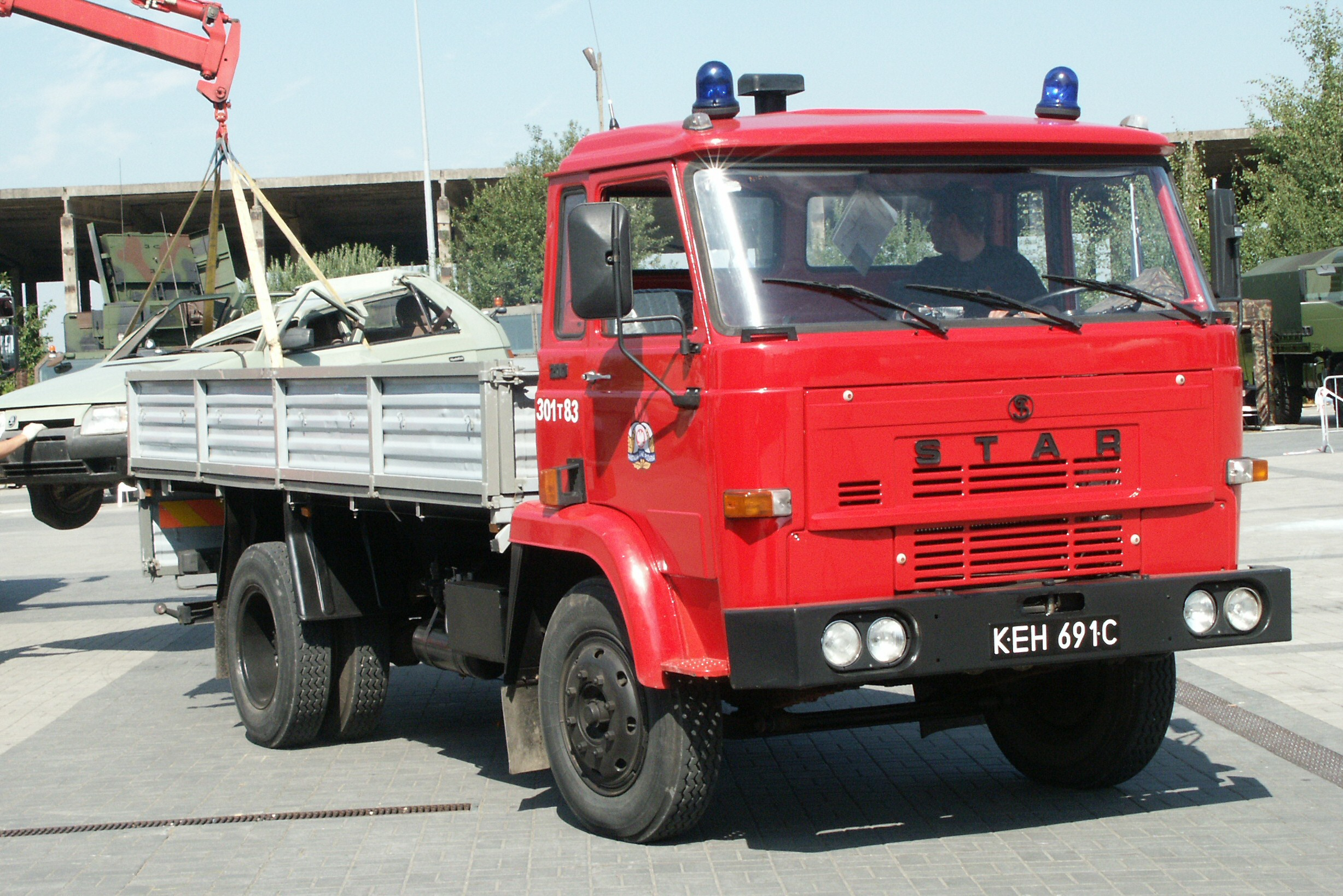
Star 200
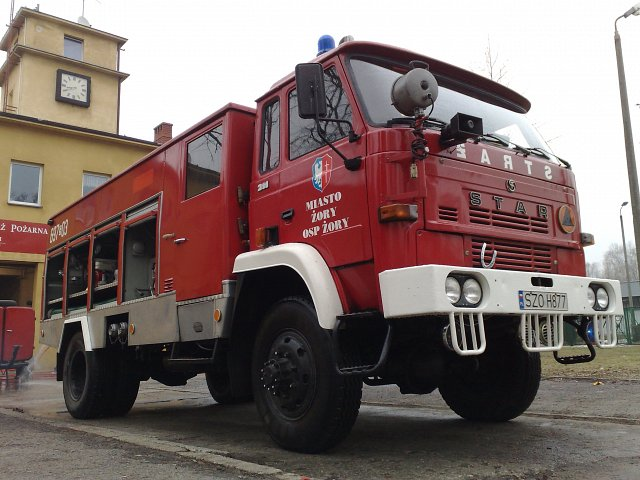
Star 244
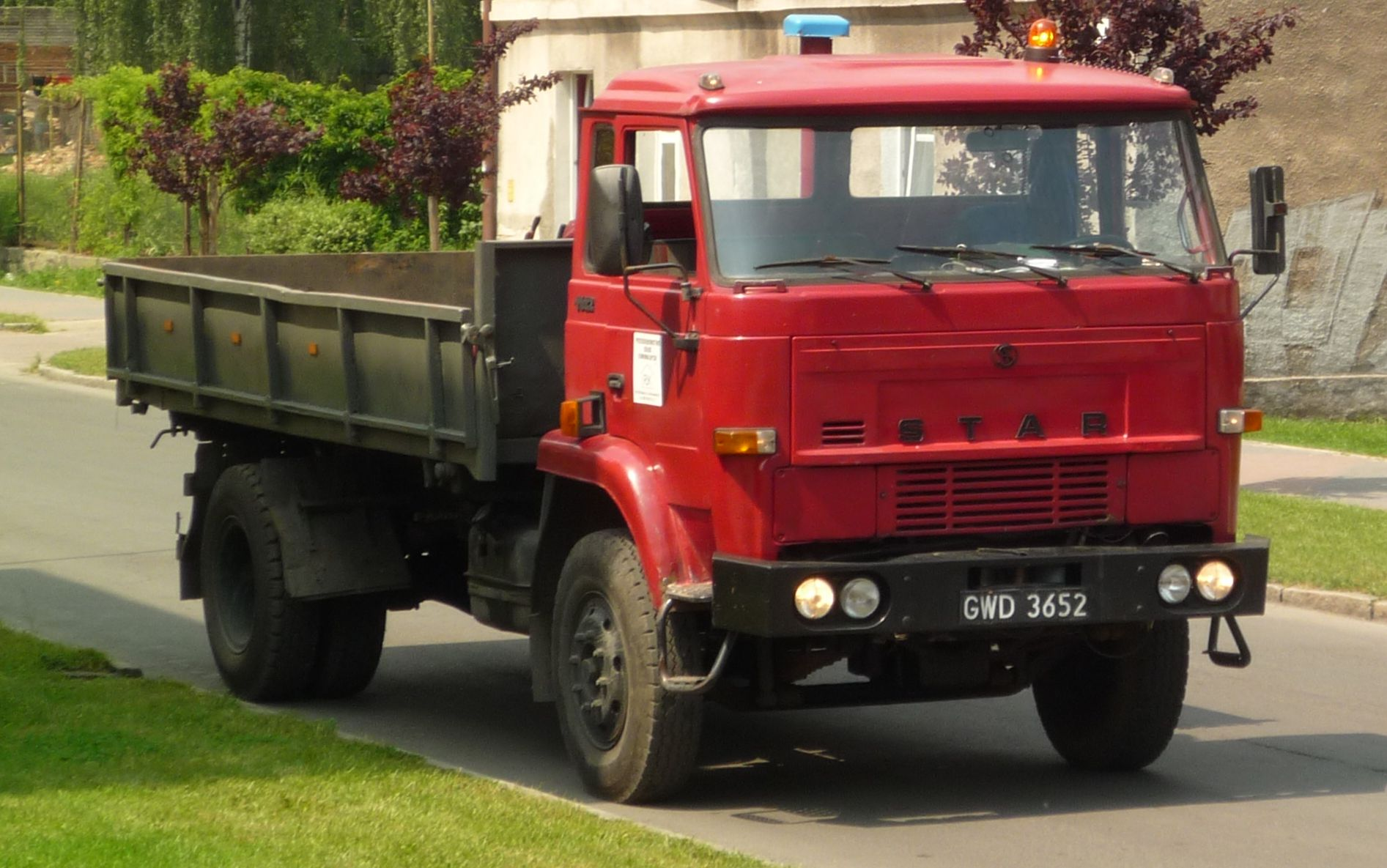
Star 1142
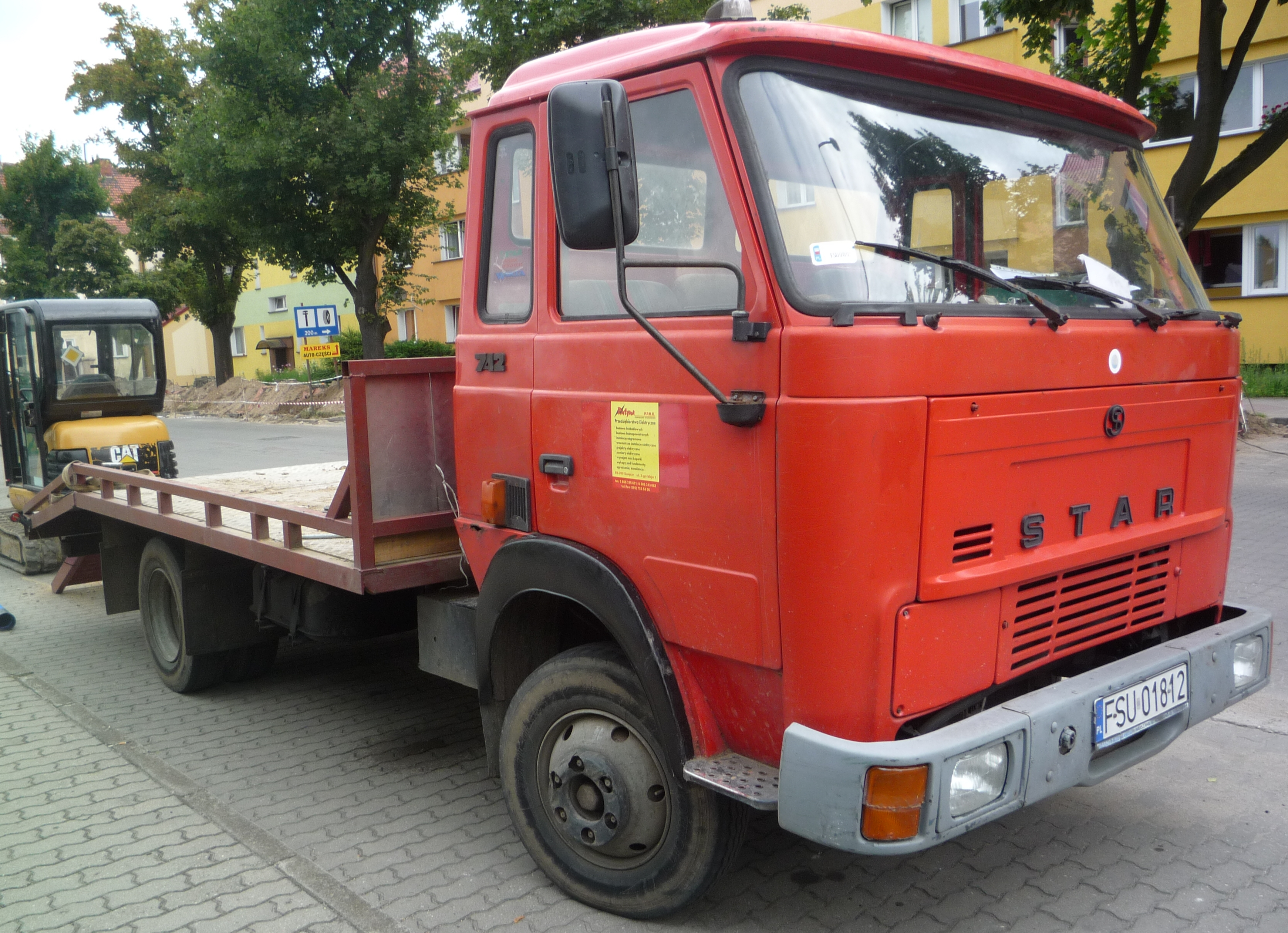
Star 742
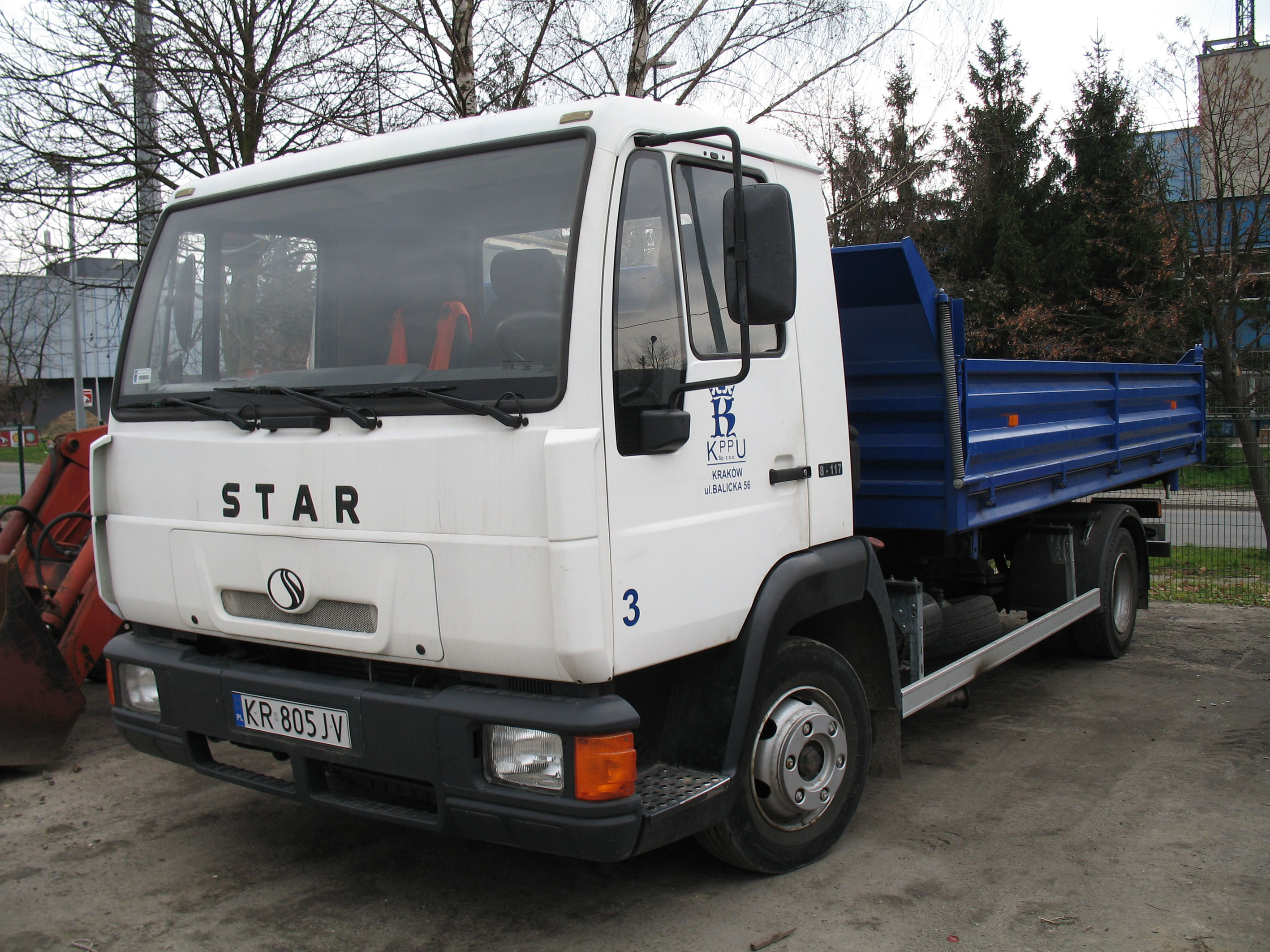
Star 8-117
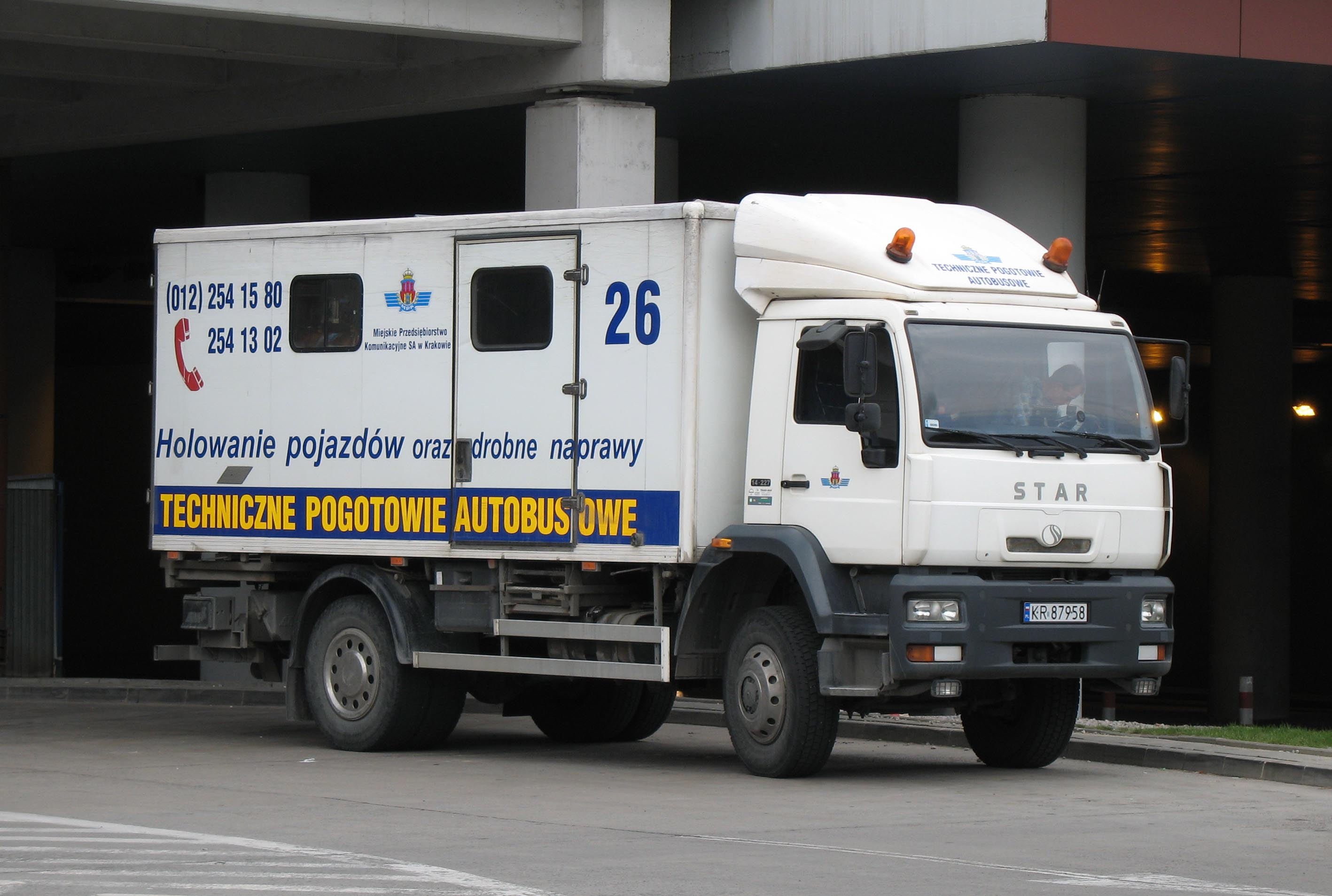
Star S2000
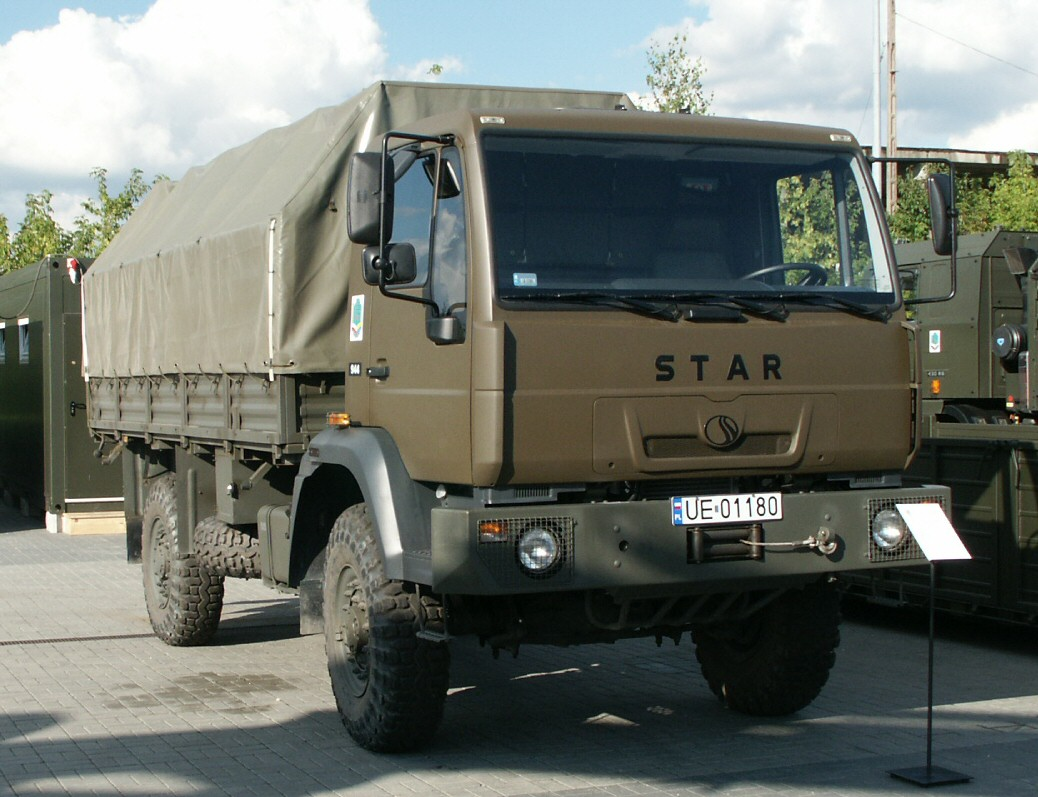
Star 944
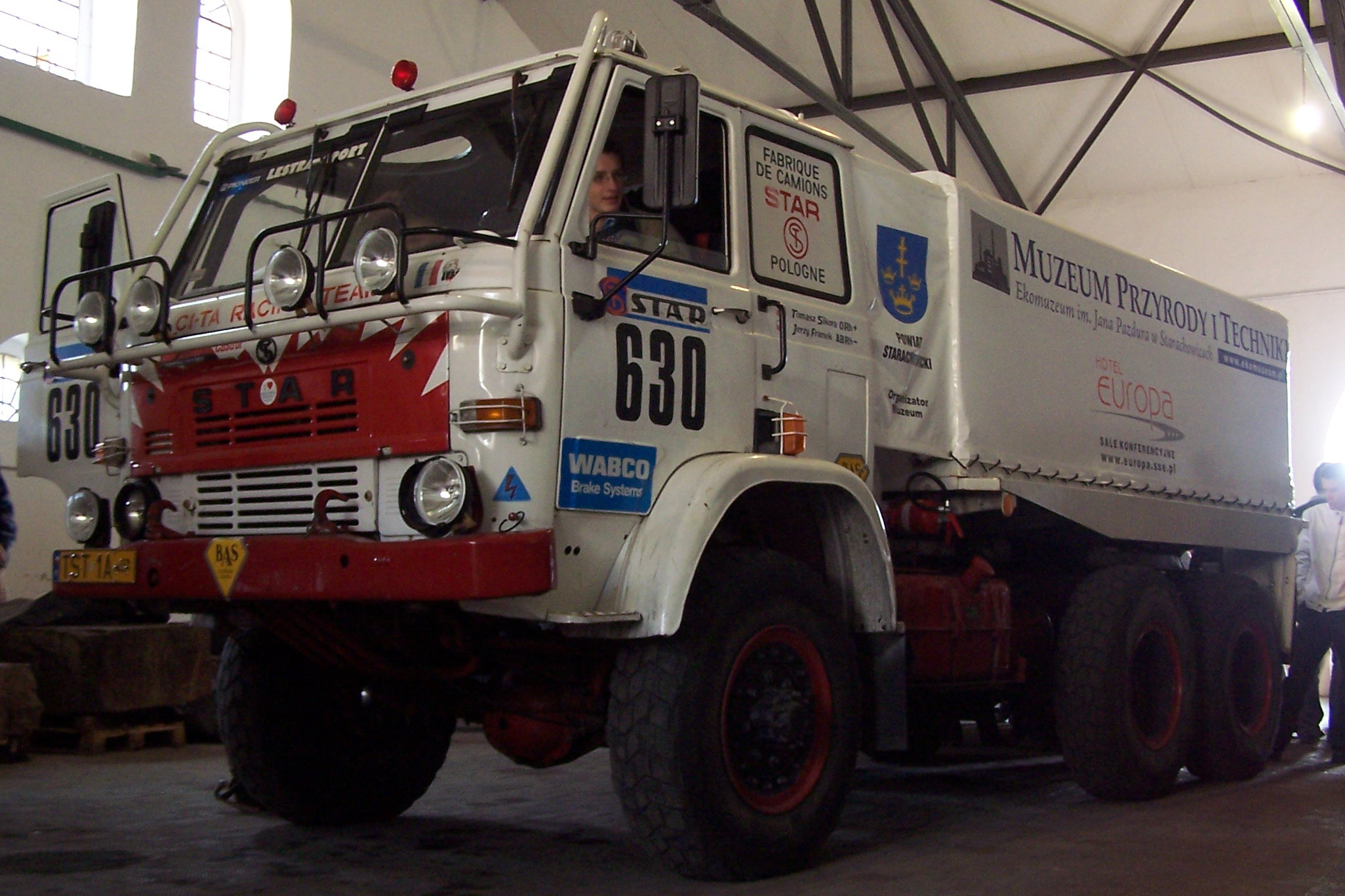
Star 266 на ралли Париж-Дакар
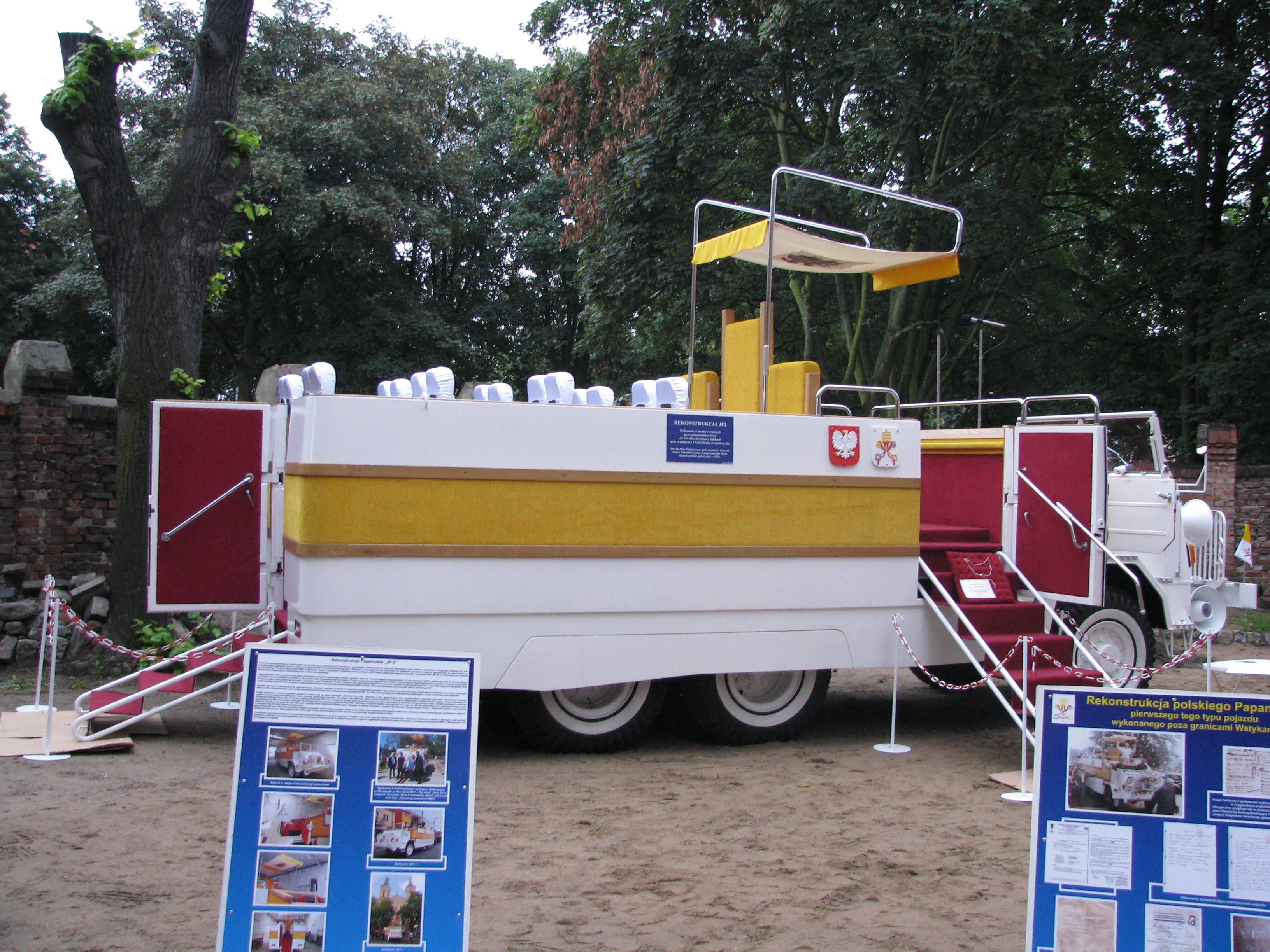
Папамобиль